# Jackie Stewart
Pour les articles homonymes, voir Stewart.
Temple international de la renommée du sport automobile 1990

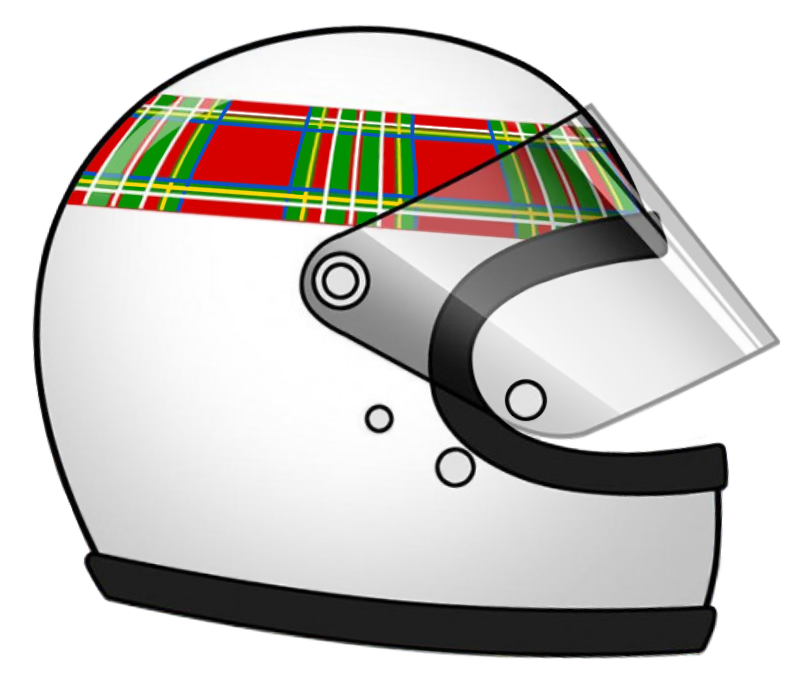
Le casque intégral de Sir Jackie Stewart qui arbore une bande du Tartan Royal Stewart.

Sir John Young Stewart, ou Jackie Stewart, né le 11 juin 1939 à Dumbarton, en Écosse, est un pilote automobile de Formule 1, dont la carrière s'étend de 1965 à 1973, et au cours de laquelle il s'adjuge trois titres de champion du monde. Il met un terme à sa carrière à la veille de son 100e Grand Prix, le 6 octobre 1973 à Watkins Glen alors qu'il a déjà remporté son troisième titre mondial, bouleversé par l'accident mortel de son ami et coéquipier François Cevert qui a lieu le jour même lors des essais. Avec son fils Paul, il fait courir pendant trois saisons, de 1997 à 1999, l'écurie Stewart Grand Prix, qu'il revend ensuite à Ford, qui la fait courir sous l'appellation Jaguar Racing.
Depuis la mort de John Surtees le 10 mars 2017, il est le doyen des champions du monde de Formule 1.

## Biographie

### Ascension vers la Formule 1
Jackie est le fils d'un concessionnaire Jaguar. Son grand frère Jimmy était pilote et fut victime en 1954 et 1955 de deux accidents graves. Il promit alors à sa mère de quitter définitivement le monde de la course automobile. À la suite de cela, leur père oriente Jackie, le petit frère, vers un sport moins risqué, le tir au pigeon. Jackie est très doué et devient champion national en 1959 et 1960. Mais son échec pour se qualifier aux Jeux olympiques met fin à sa carrière de tireur.
Jackie travaille alors au garage de son père et il a l'occasion de mettre un pied dans le sport automobile en devenant mécanicien pour un client de son père, Barry Filer, qui possède une Marcos, une AC Ace ainsi qu'une Aston Martin DB4 GT. Jackie se rend alors aux courses en tant que mécanicien.
Ensuite, Barry Filer lui propose de prendre le volant, ce qu'il fait de plus en plus régulièrement avec un certain succès (victoires à Oulton Park en 1963 sur Cooper Monaco, au Brands Hatch International Guards Trophy en 1964 sur Lotus Elan (troisième en 1965) ou encore au Pontin Trophy de Crystal Palace, la même année sur la Jaguar Type E de démonstration de la concession familiale). Afin de rester discret et par respect pour sa mère, Jackie Stewart court sous le pseudonyme de A.N. Other (« un autre »). Ces courses lui ayant permis de se faire remarquer, il décide de devenir officiellement pilote de course et de courir sous sa véritable identité.
Jackie Stewart est ensuite repéré par Ken Tyrrell qui, sur les conseils de son frère Jimmy Stewart, l'engage dans son écurie de Formule 3. Sur une Cooper-BMC, l'Écossais survole la saison 1964. Séduit, le team Lotus l'engage cette même année dans plusieurs courses de Formule 2 sous la houlette de Ron Harris.
En 1966, outre un titre en Formule Tasmane (quatre succès sur BRM P261, encore deuxième du championnat la saison suivante avec deux autres victoires), il remporte en Australie les 12 Heures du Circuit de Surfers Paradise, avec une Ferrari 250 LM associé au néo-zélandais Andy Buchanan, et en endurance, toujours, il finit deuxième des 6 Heures de Brands Hatch en 1967 sur Ferrari 330 P4 avec Chris Amon, puis encore six années plus tard au Paul-Ricard lors des 6 Heures avec François Cevert, sur une Ford Capri de la concession de Cologne.

### La Formule 1

#### Le pilote

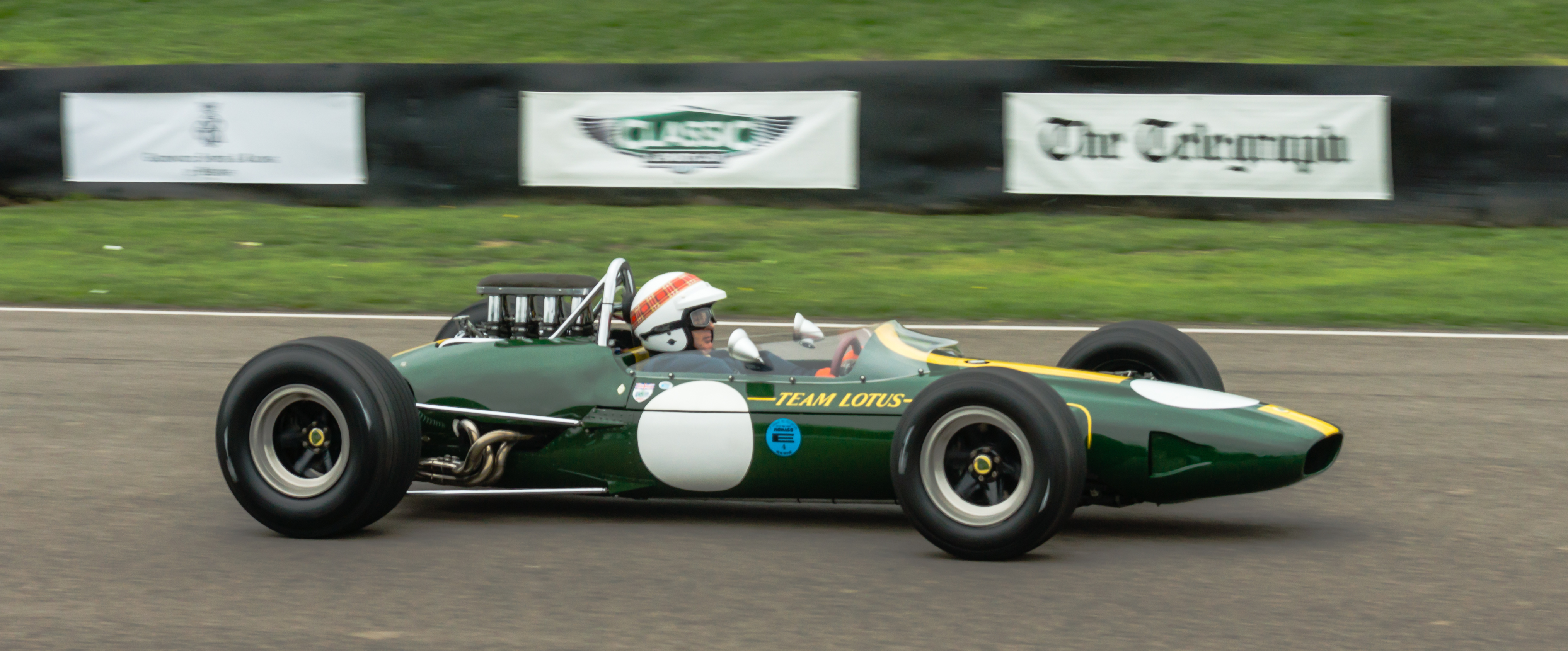
Jackie Stewart lors du festival de Goodwood 2013, au volant d'une Lotus 33, la voiture de ses débuts en F1 en 1964.

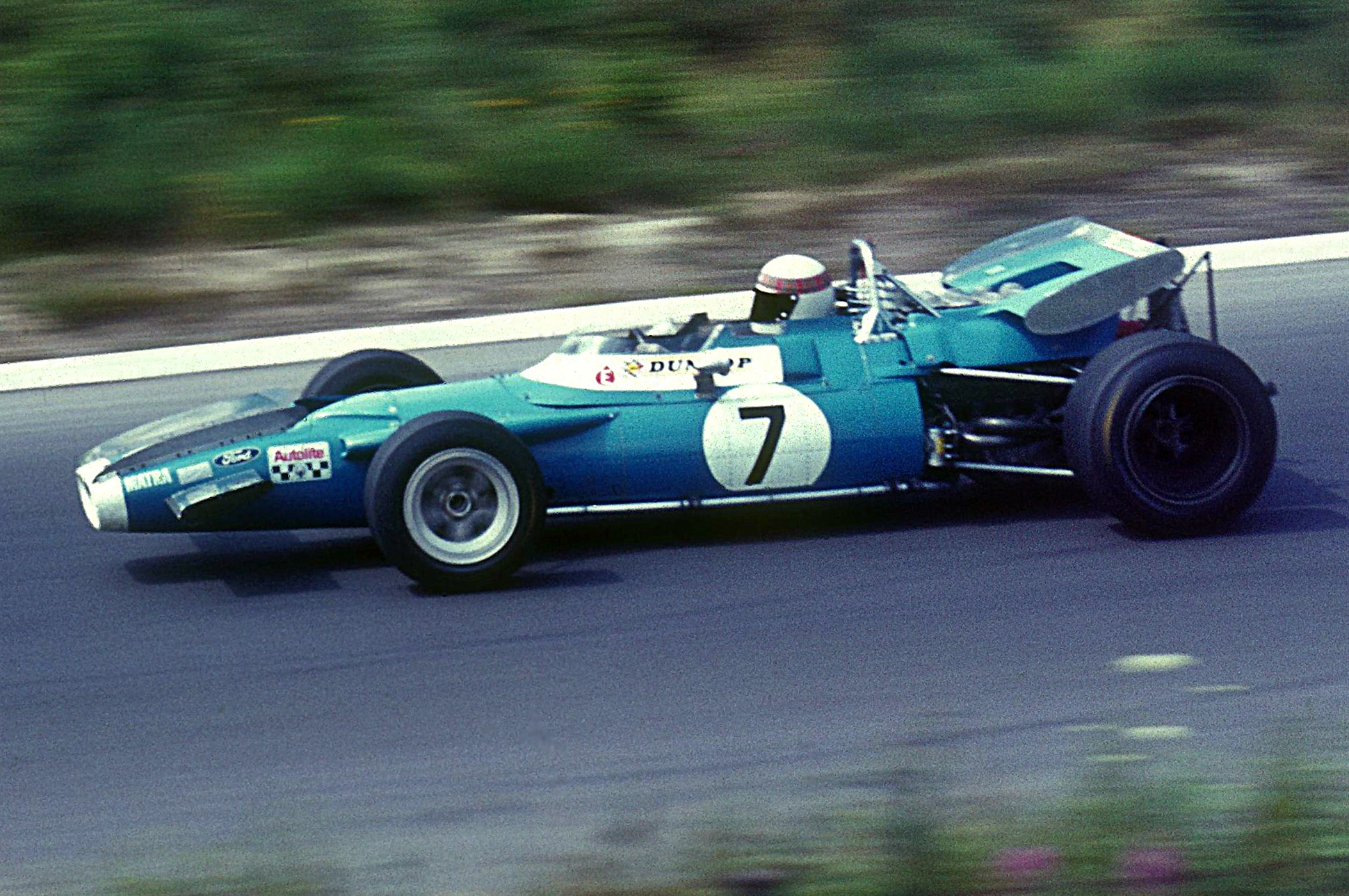
Stewart au volant de la Matra MS 80 lors du Grand Prix d'Allemagne 1969, sur le Nürburgring.

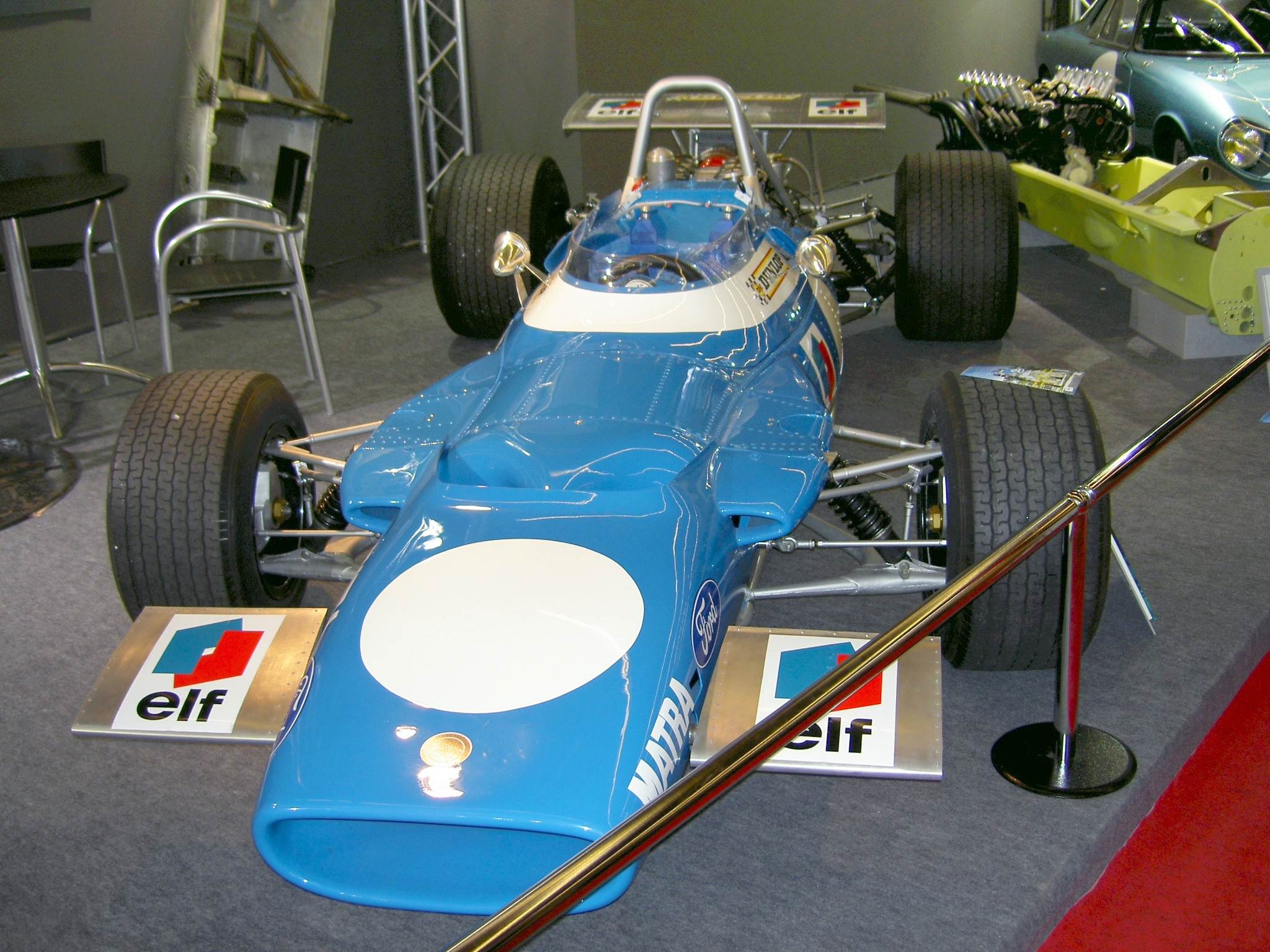
La Matra MS80, la voiture du premier titre de champion du monde.

Jackie Stewart fait ses débuts en Formule 1 lors du Grand Prix automobile du Rand, à Kyalami, en décembre 1964, remplaçant Jim Clark (qui s'est déplacé une vertèbre) au sein du Team Lotus. Il domine les essais et place sa Lotus 33 en pole position, mais la rupture d'un arbre de transmission entraîne son abandon au départ de la première manche. Il s'élance dernier de la seconde manche, qu'il remportera après avoir dépassé tous ses adversaires et établi le record du tour. Il intègre l'écurie British Racing Motors en 1965, au côté du redoutable pilote anglais Graham Hill qui a déjà obtenu un titre de champion du monde en 1962. Pour sa première participation à une épreuve de championnat du monde, le 1er janvier 1965, au Grand Prix d'Afrique du Sud, il impressionne une nouvelle fois les observateurs en terminant dans les points, à la sixième place d'une course remportée par Jim Clark.
Mi-mai, lors de l'International Trophy à Silverstone (hors championnat), après les abandons de son coéquipier Graham Hill et de Jack Brabham, Jackie Stewart dispute la première place au champion du monde en titre John Surtees, qu'il devance de trois secondes à l'arrivée, remportant sa première victoire en Formule 1. Le 12 septembre 1965, alors qu'il dispute seulement sa huitième course en championnat du monde, il confirme son énorme potentiel en remportant, sur le circuit de Monza, la première des 27 victoires qui jalonneront sa carrière mondiale et lui permettront d'obtenir trois titres de champion du monde. Il devance, à l'arrivée de ce Grand Prix d'Italie, son coéquipier Graham Hill et Dan Gurney (sur Brabham-Climax).
Jackie Stewart dispute, en neuf saisons, 99 Grands Prix de championnat du monde et en remporte 27, battant le record de 25 victoires établi cinq ans plus tôt par Jim Clark. Ce record établi en 1973, n'est battu par Alain Prost qu'en 1987. Sur cette même période, Stewart a en outre remporté cinq épreuves de Formule 1 hors championnat.
Jackie Stewart est monté 43 fois sur le podium et a terminé 57 fois dans les points. Il a obtenu 17 pole positions et 15 meilleurs tours en course. Au cours de sa carrière, il a marqué 360 points au championnat du monde de Formule 1 et obtenu trois fois le titre de champion du monde, en 1969 sur Matra, année où il remporte également la Race of Champions hors-championnat, en 1971 et en 1973 sur Tyrrell (année où il remporte son second BRDC International Trophy). En 1971 il gagne aussi deux épreuve de CanAm, à Saint-Jovite et Mid-Ohio sur Lola T260.
Il s'est retiré de la compétition à la veille de sa 100e participation, le 6 octobre 1973, à la suite de la mort de son coéquipier François Cevert, lors des essais du Grand Prix des États-Unis à Watkins Glen. L'Écossais et le Français, le maître et l'élève, s'entendaient à la perfection, c'est pourquoi la disparition de Cevert bouleversa Stewart qui décida donc d'arrêter la compétition un jour plus tôt que prévu. Il déclarera par la suite que son grand regret est de ne pas avoir dit à François Cevert qu'il comptait se retirer en fin de saison, ce qui aurait fait du Français le premier pilote de l'écurie Tyrrell pour la saison 1974. Il obtient le Segrave Trophy honorifique en 1973.
Lors du Grand Prix de Monaco 1971, le cinéaste Roman Polanski, qui s'est lié d'amitié avec Jackie Stewart, tourne son documentaire Weekend of a Champion, sorti en 1972 et récompensé lors de la Berlinale 1972, en promenant sa caméra pendant trois jours dans l'intimité du champion écossais, sur le circuit et en dehors du circuit, produisant un document exceptionnel, d'autant que Stewart remporte la course au volant de la Tyrrell-Ford 003. Ce documentaire sera présenté à nouveau quarante ans plus tard, hors compétition, au Festival de Cannes 2013, dans une version augmentée d'un passage final où le réalisateur et le pilote se retrouvent en 2011-2012 pour discuter du film et des souvenirs 
de Stewart, évoquant une époque où il a vu la plupart de ses amis pilotes disparaître en course.

#### Défenseur de la sécurité en course
À Spa-Francorchamps en 1966, Stewart quitte la piste alors qu'il roule à 266 km/h sous une pluie battante et s'écrase contre un poteau téléphonique avant de s'immobiliser dans une grange. Sa colonne de direction lui coince la jambe tandis que les réservoirs de carburant endommagés se vident dans le cockpit. Sans aucun commissaire de piste pour le dégager ni aucun outil approprié disponible, Stewart est secouru par les pilotes Graham Hill et Bob Bondurant qui étaient également sortis de piste à proximité. Du fait de l'absence de médecin et d'installation médicale au bord de la piste, Stewart est allongé dans une camionnette jusqu'à l'arrivée d'une ambulance. Il est ensuite conduit au centre de premiers soins de la course où il attend sur une civière posée sur un sol parsemé de mégots de cigarettes et autres détritus. Enfin, une autre équipe d'ambulance venue le chercher se perd en le conduisant jusqu'à un hôpital de Liège. Finalement, un jet privé le ramène au Royaume-Uni pour qu'il y soit soigné.
Après cet accident, Stewart devient un ardent défenseur de la sécurité des courses automobiles. Plus tard, il explique : « Si je lègue un héritage en quittant ce sport, j'espère que seront considérées les règles de sécurité parce que lorsque je suis arrivé en Grand Prix, les soi-disant précautions et mesures de sécurité étaient diaboliques. » Selon Stewart, un pilote qui a couru pendant cinq ans avait deux chances sur trois d'être tué dans un accident.
Stewart a fait campagne avec Louis Stanley, propriétaire de BRM, pour de meilleurs services d'urgence et pour la présence de barrières de sécurité autour des pistes de course : « Nous courions sur des circuits où il n'y avait pas de barrières de sécurité devant les stands et le carburant traînait dans des bidons dans la voie des stands. Une voiture pouvait facilement percuter les stands à tout moment. C'était ridicule. » Comme mesure provisoire, Stewart embauche un médecin privé pour assister à toutes ses courses et fixe une clé sur l'arbre de direction de sa voiture pour permettre son démontage en cas de nécessité. Stewart insiste sur l'utilisation obligatoire de la ceinture de sécurité et des casques intégraux pour les pilotes devenus indispensables pour les courses modernes. De même, il met la pression sur les propriétaires des circuits pour qu'ils entreprennent leur modernisation, notamment en organisant le boycott des pilotes des courses à Spa-Francorchamps en 1969 et au Nürburgring en 1970 (rejoint par son ami proche Jochen Rindt) et à Zandvoort en 1972 jusqu'à ce que les barrières, les zones de dégagement, les équipes de pompiers et le service médical soient améliorés.
Certains pilotes et membres de la presse estimaient que les améliorations de sécurité nuisaient au sport tandis que les propriétaires de pistes et les organisateurs de course rechignaient devant les coûts supplémentaires. Il déclarera plus tard : « J'aurais été un champion du monde beaucoup plus populaire si j'avais toujours dit ce que les gens voulaient entendre. Je serais peut-être mort mais certainement plus populaire. »

#### Le patron d'écurie

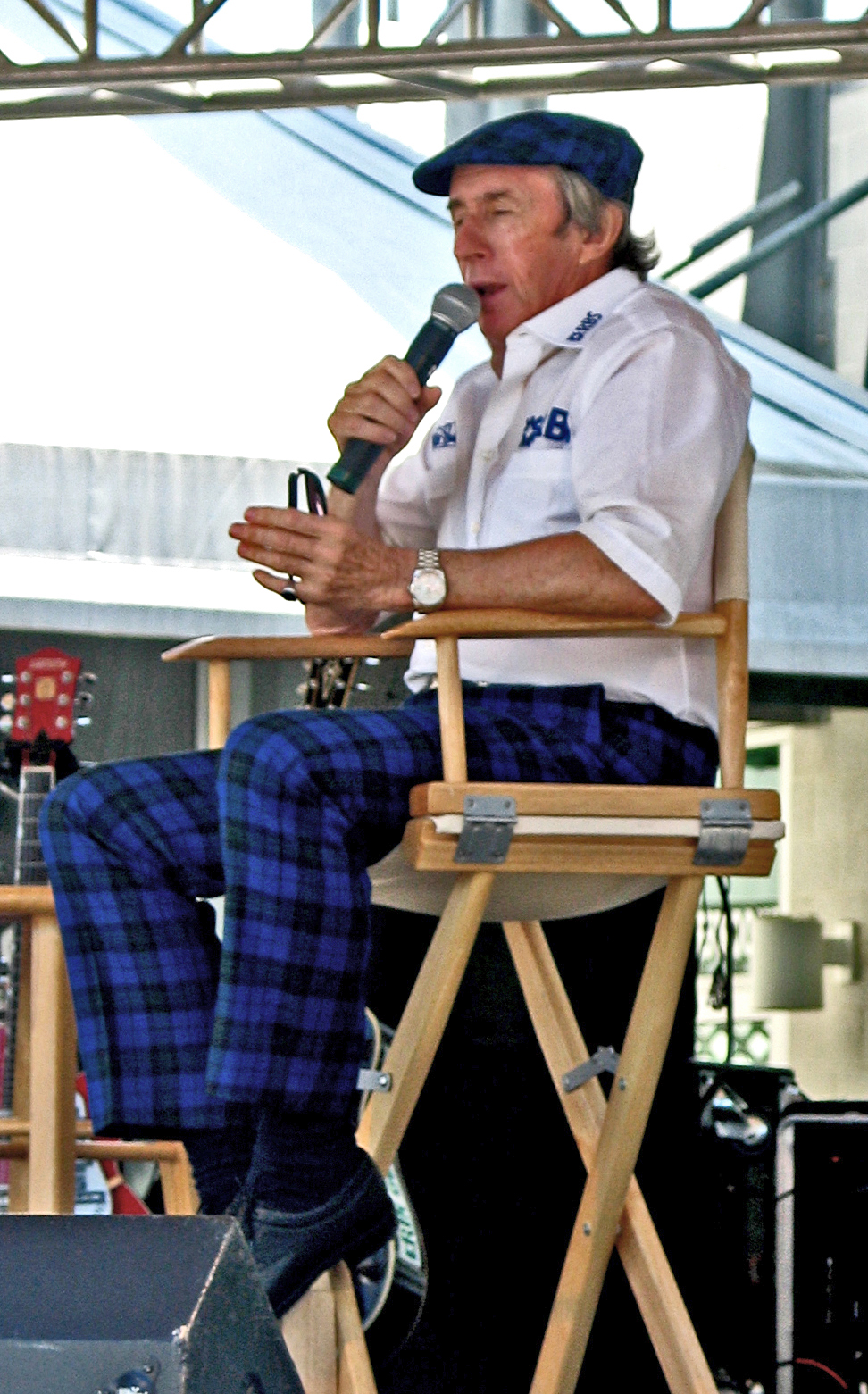
Stewart au Grand Prix automobile des États-Unis 2005.

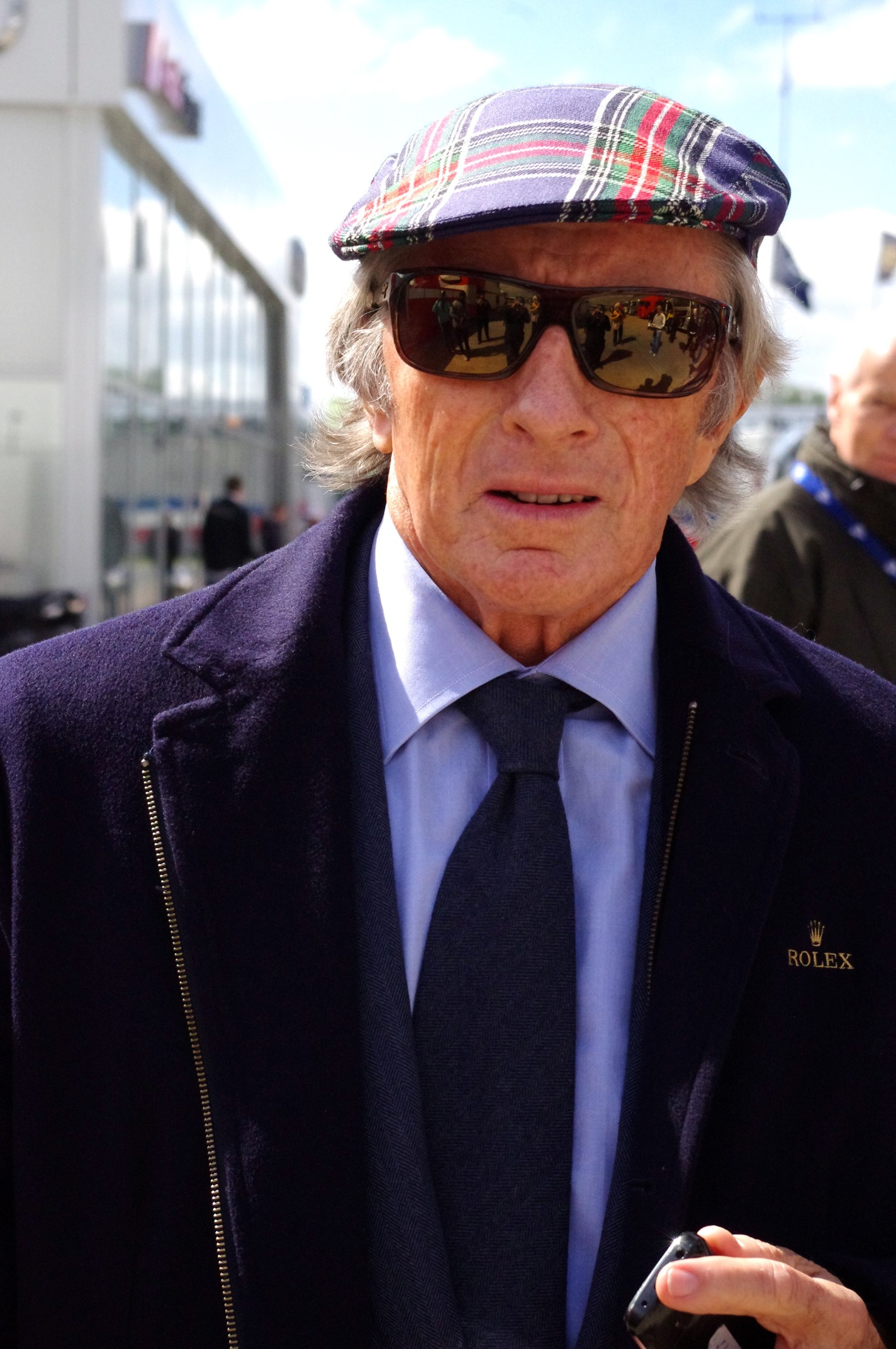
Stewart aux 6 Heures de Silverstone en 2014.

Il revient en Formule 1 plusieurs années plus tard dans le rôle de patron d'écurie aux côtés de son fils Paul. L'écurie commence la compétition lors du Grand Prix d'Australie 1997 avec Rubens Barrichello et Jan Magnussen et un V10 Ford Cosworth comme propulseur. Cette première année est ponctuée d'une bonne surprise avec une deuxième place au Grand Prix de Monaco. Cependant, le reste de l'année ainsi que l'année suivante s'avèrent difficiles, l'équipe ayant peu d'expérience. 1999 se déroule d'une bien meilleure manière, les Stewart se révèlent bien conçues et permettent à Rubens Barrichello et Johnny Herbert d'aller chercher régulièrement des points. Cette bonne saison est ponctuée par la victoire d'Herbert dans des conditions extrêmes au Nürbürgring, Barrichello franchissant la ligne en troisième position. Ford se montrant de plus en plus pressant, les Stewart vendent leur écurie au géant de l'automobile avec la satisfaction d'avoir vu une de leurs voitures triompher au cours d'un Grand Prix et d'avoir fini en quatrième position au championnat derrière Jordan, McLaren et Ferrari. L'aventure continue sous le nom de Jaguar Racing.
Jackie Stewart s'est aussi engagé pour l'amélioration des conditions de sécurité en course, estimant que les pilotes n'étaient pas payés pour prendre des risques inconsidérés, mais aussi pour son approche très professionnelle de la course. Jackie Stewart était jusqu'en 2006 président du BRDC (British Racing Drivers' Club), association qui gère entre autres, le circuit de Silverstone et l'organisation du Grand Prix automobile de Grande-Bretagne, fonction transmise à un autre champion du monde de Formule 1, Damon Hill, fils du double champion du monde Graham Hill.
À la re-sortie en salle du film de Roman Polanski Weekend of a Champion en 2013, Il note qu'à son époque : « Le sport automobile était dangereux et le sexe sûr », alors qu'« aujourd'hui c'est l'inverse ».

## Résultats en championnat du monde de Formule 1
| Saison | Écurie                      | Châssis                   | Moteur                 | Pneus    | GP disputés | Victoires | Pole positions | Meilleurs tours | Points inscrits | Classement |
| ------ | --------------------------- | ------------------------- | ---------------------- | -------- | ----------- | --------- | -------------- | --------------- | --------------- | ---------- |
| 1965   | Owen Racing Organisation    | BRM P261                  | BRM V8                 | Dunlop   | 10          | 1         | 0              | 0               | 34              | 3e         |
| 1966   | Owen Racing Organisation    | BRM P261 BRM P83          | BRM V8 BRM H16         | Dunlop   | 8           | 1         | 0              | 0               | 14              | 7e         |
| 1967   | Owen Racing Organisation    | BRM P261 BRM P83 BRM P115 | BRM V8 BRM H16 BRM H16 | Goodyear | 11          | 0         | 0              | 0               | 10              | 9e         |
| 1968   | Matra International         | MS10                      | Ford V8                | Dunlop   | 10          | 3         | 0              | 2               | 36              | 2e         |
| 1969   | Matra International         | MS80                      | Ford V8                | Dunlop   | 11          | 6         | 2              | 5               | 63              | Champion   |
| 1970   | Tyrrell Racing Organisation | March 701 Tyrrell 001     | Ford V8                | Dunlop   | 13          | 1         | 4              | 0               | 25              | 5e         |
| 1971   | Elf Team Tyrrell            | 001 003                   | Ford V8                | Goodyear | 11          | 6         | 6              | 3               | 62              | Champion   |
| 1972   | Elf Team Tyrrell            | 003 004 005               | Ford V8                | Goodyear | 11          | 4         | 2              | 4               | 45              | 2e         |
| 1973   | Elf Team Tyrrell            | 006 007                   | Ford V8                | Goodyear | 14          | 5         | 3              | 1               | 71              | Champion   |
|        | Total                       |                           |                        |          | 99          | 27        | 17             | 15              | 360             |            |

## Victoires en championnat du monde de Formule 1

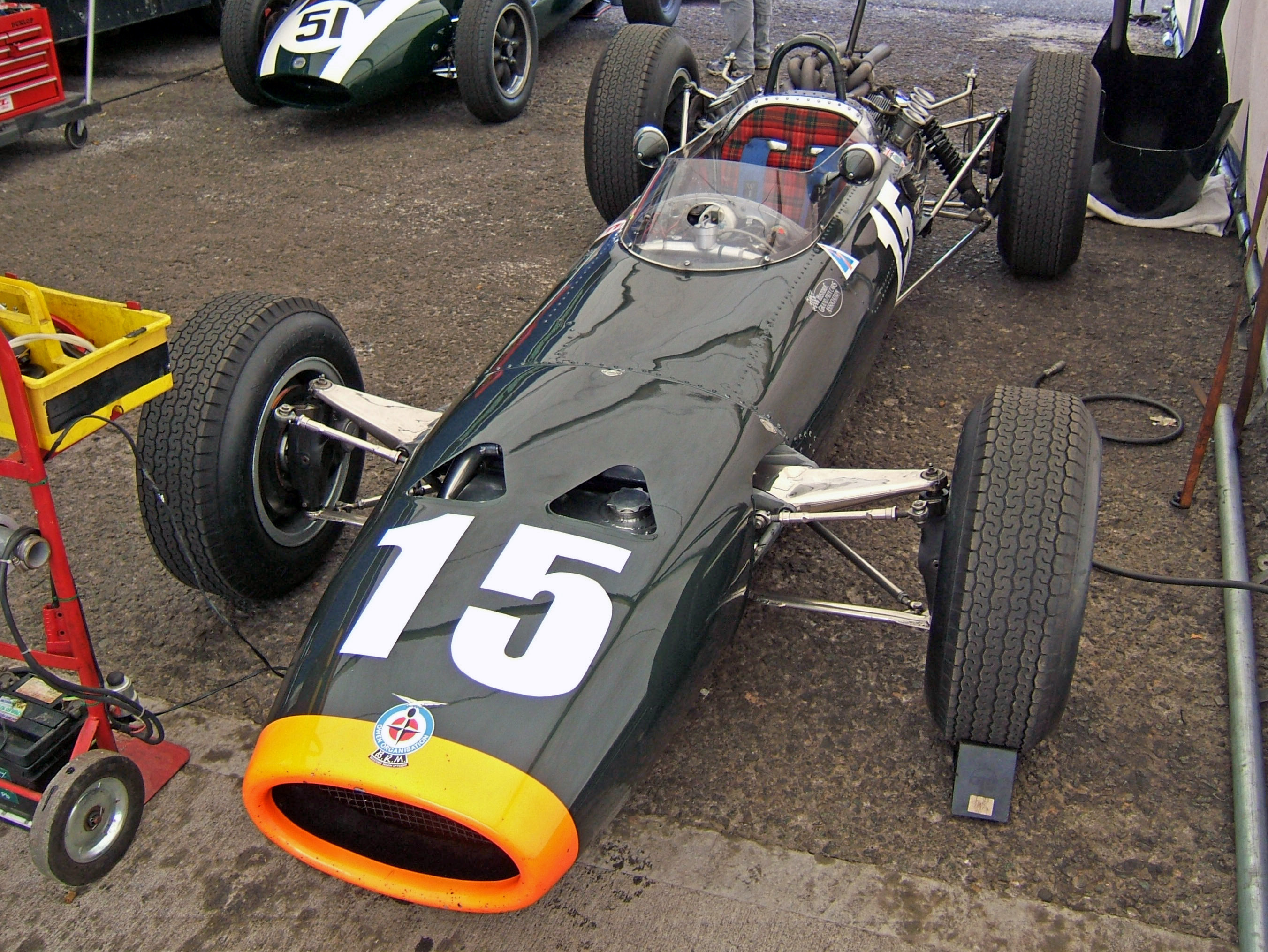
C'est sur une BRM P261 que Jackie Stewart a obtenu ses premiers succès en Grand Prix.

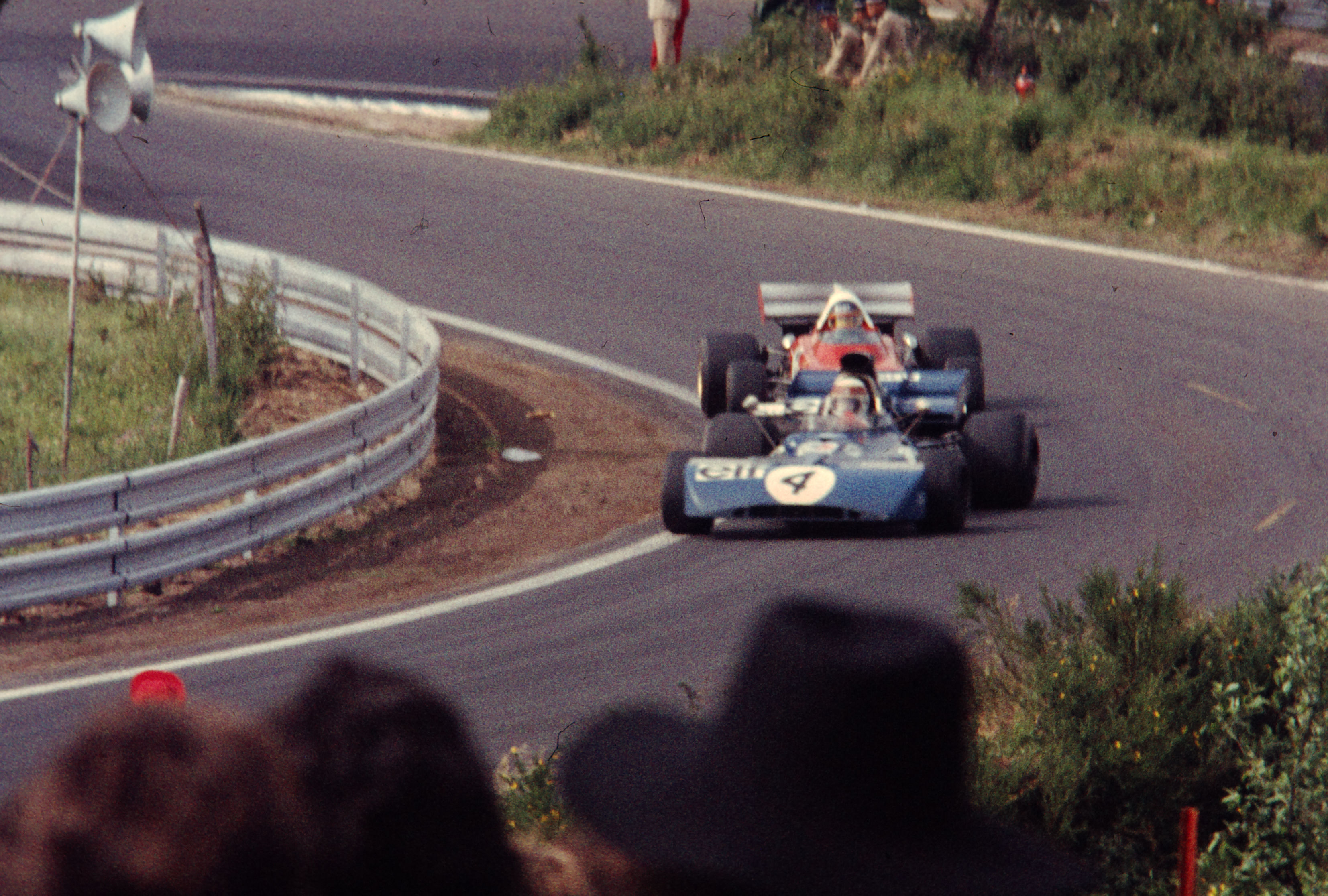
Jackie Stewart et sa Tyrrell 003, en route vers la victoire lors du Grand Prix de France 1972, sur le circuit de Charade.

| #  | Année | Manche | Grand Prix      | Circuit      | Écurie  | Voiture | Résumé |
| -- | ----- | ------ | --------------- | ------------ | ------- | ------- | ------ |
| 1  | 1965  | 08/10  | Italie          | Monza        | BRM     | P261    | Résumé |
| 2  | 1966  | 01/09  | Monaco          | Monaco       | BRM     | P261    | Résumé |
| 3  | 1968  | 05/12  | Pays-Bas        | Zandvoort    | Matra   | MS10    | Résumé |
| 4  | 1968  | 08/12  | Allemagne       | Nürburgring  | Matra   | MS10    | Résumé |
| 5  | 1968  | 11/12  | États-Unis      | Watkins Glen | Matra   | MS10    | Résumé |
| 6  | 1969  | 01/11  | Afrique du Sud  | Kyalami      | Matra   | MS10    | Résumé |
| 7  | 1969  | 02/11  | Espagne         | Montjuïc     | Matra   | MS80    | Résumé |
| 8  | 1969  | 04/11  | Pays-Bas        | Zandvoort    | Matra   | MS80    | Résumé |
| 9  | 1969  | 05/11  | France          | Charade      | Matra   | MS80    | Résumé |
| 10 | 1969  | 06/11  | Grande-Bretagne | Silverstone  | Matra   | MS80    | Résumé |
| 11 | 1969  | 08/11  | Italie          | Monza        | Matra   | MS80    | Résumé |
| 12 | 1970  | 02/13  | Espagne         | Jarama       | March   | 701     | Résumé |
| 13 | 1971  | 02/11  | Espagne         | Montjuïc     | Tyrrell | 003     | Résumé |
| 14 | 1971  | 03/11  | Monaco          | Monaco       | Tyrrell | 003     | Résumé |
| 15 | 1971  | 05/11  | France          | Le Castellet | Tyrrell | 003     | Résumé |
| 16 | 1971  | 06/11  | Grande-Bretagne | Silverstone  | Tyrrell | 003     | Résumé |
| 17 | 1971  | 07/11  | Allemagne       | Nürburgring  | Tyrrell | 003     | Résumé |
| 18 | 1971  | 10/11  | Canada          | Mosport      | Tyrrell | 003     | Résumé |
| 19 | 1972  | 01/12  | Argentine       | Buenos Aires | Tyrrell | 003     | Résumé |
| 20 | 1972  | 06/12  | France          | Charade      | Tyrrell | 003     | Résumé |
| 21 | 1972  | 11/12  | Canada          | Mosport      | Tyrrell | 005     | Résumé |
| 22 | 1972  | 12/12  | États-Unis      | Watkins Glen | Tyrrell | 005     | Résumé |
| 23 | 1973  | 03/15  | Afrique du Sud  | Kyalami      | Tyrrell | 006     | Résumé |
| 24 | 1973  | 05/15  | Belgique        | Zolder       | Tyrrell | 006     | Résumé |
| 25 | 1973  | 06/15  | Monaco          | Monaco       | Tyrrell | 006     | Résumé |
| 26 | 1973  | 10/15  | Pays-Bas        | Zandvoort    | Tyrrell | 006     | Résumé |
| 27 | 1973  | 11/15  | Allemagne       | Nürburgring  | Tyrrell | 006     | Résumé |

## Autres victoires en Formule 1
| # | Date         | Épreuve                | Circuit      | Écurie  | Voiture |
| - | ------------ | ---------------------- | ------------ | ------- | ------- |
| 1 | 15 mai 1965  | International Trophy   | Silverstone  | BRM     | P261    |
| 2 | 17 août 1968 | International Gold Cup | Oulton Park  | Matra   | MS10    |
| 3 | 16 mars 1969 | Race of Champions      | Brands Hatch | Matra   | MS80    |
| 4 | 22 mars 1970 | Race of Champions      | Brands Hatch | March   | 701     |
| 5 | 8 avril 1973 | International Trophy   | Silverstone  | Tyrrell | 006     |

## Résultats aux 24 heures du Mans
| Année | Équipe                   | Voiture   | Équipiers   | Résultat |
| ----- | ------------------------ | --------- | ----------- | -------- |
| 1965  | Owen Racing Organisation | Rover BRM | Graham Hill | 10e      |

## Récompenses
- Sportif de l'année (Sports Illustrated) en 1973;
- Sportif de l'année (BBC Sport) en 1973.
- Segrave Trophy (en) en 1973.

## Voir aussi

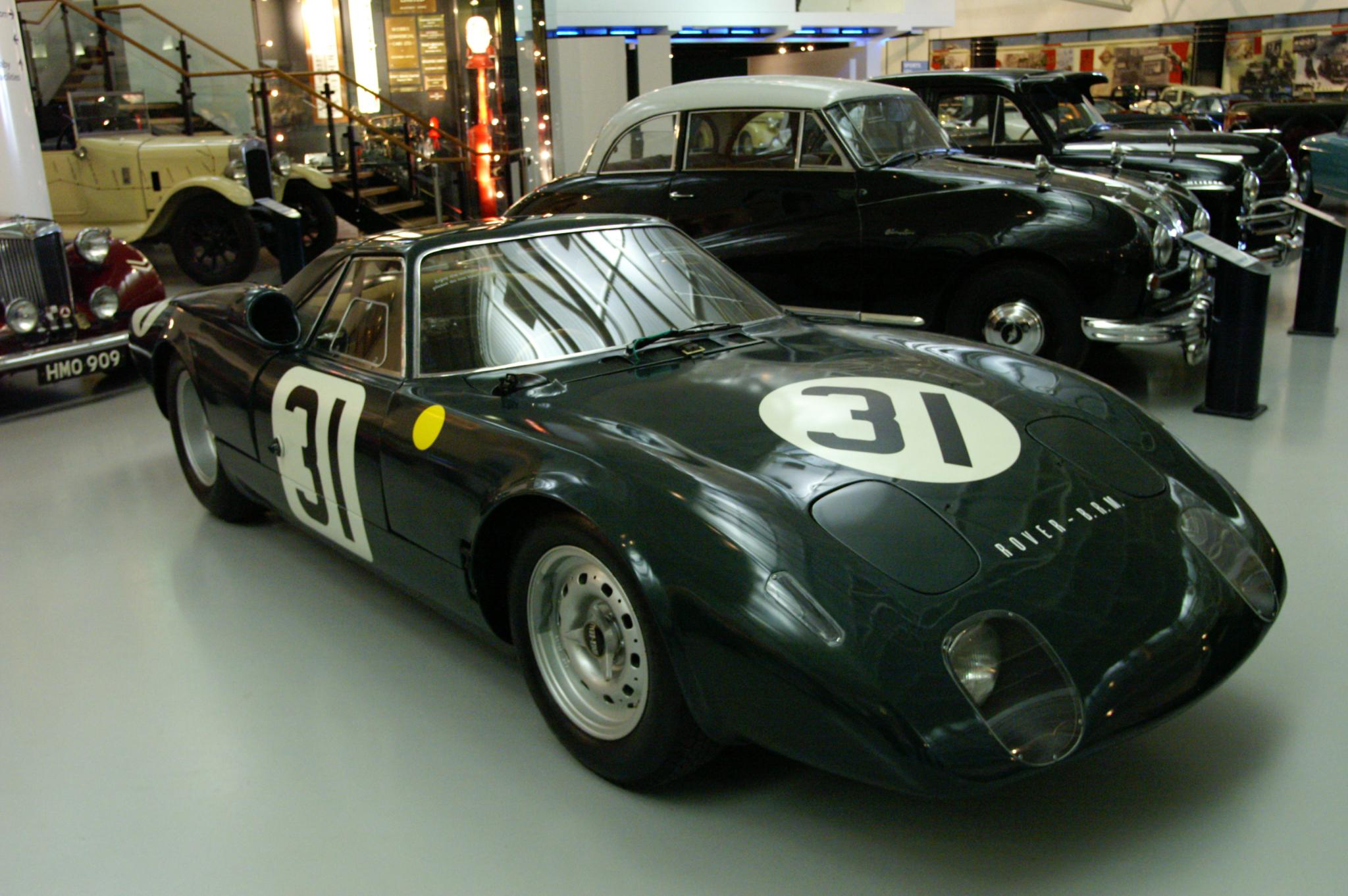
La Rover BRM à turbine 2L. de Stewart et Graham Hill, 10e des 24 Heures du Mans 1965.